# キン肉マン DIRTY CHALLENGER
『キン肉マン DIRTY CHALLENGER』（キンにくマン ダーティ チャレンジャー）は、1992年8月21日にユタカから発売されたスーパーファミコン用のゲームソフトである。ジャンルは対戦型格闘ゲーム。
ゆでたまごの漫画『キン肉マン』（1979年 - 1987年）およびテレビアニメ『キン肉マン キン肉星王位争奪編』（1991年 - 1992年）を題材としており、同アニメの放送に合わせ開発された作品である。原作に登場する超人たちが格闘や多彩な組み技を使って戦う。相手をフォールするか、体力を減らしギブアップさせることにより勝敗を決する無制限の3本勝負。

## ゲーム内容

### システム
十字キーでリング内の移動。（十字キー+）Y・B・Aで各キャラクターの技。Xでロープへ移動。
HPゲージのほかに画面下の技ゲージによりかけられる技が制御され、ダメージを受けたり格闘戦を行うと増加し、技を使うとその分減少する。

### モード
1Pモード
シナリオ
キャラクターを1人選び、コンピュータ相手に総当たり戦を行うモード。
だんたいせん
3対3の団体戦。

VSモード
シングルマッチ
プレイヤー2人による1対1の対戦。
だんたいせん
オプションモード
ゲームレベルの設定やゲーム中のBGM、SEを聞くことができる。
コンフィグモード
特定のコマンドを入力することにより移行することができる。シナリオモードのコンティニューのクレジットとHPゲージと技ゲージの設定ができる。

### 攻撃や防御
組み
対戦相手に密着。↓を入力して膝を落とすと技が入力可。
必殺技
（組み時）膝を落として十字キー＋R
フォール
相手が倒れているときにY
フォール・締め技回避
上記の行為を受けている時に十字キー連打

### リング
熊本城
通常のリング。
雪山
氷上のリング。移動すると滑る。
コロシアム
有刺鉄線電流ロープのリング。ロープに電流が流れており、触れるとダメージを受ける。
サバンナの草原
蔦を張ったロープのリング。ロープによる跳ね返りが短い。
刑務所
通常のリング。
建設中のビル
鋼鉄ロープに鉄板のマットのリング。投げ技を受けた時のダメージが増加。

## 登場キャラクター
キン肉マン
必殺技 マッスル・スパーク
マリポーサ
必殺技 アステカドロップ
ビッグボディ
必殺技 マッスル・リベンジャー
ソルジャー
必殺技 ナパームストレッチ
ゼブラ
必殺技 マッスル・インフェルノ
スーパーフェニックス
必殺技 パーフェクトマッスル・リベンジャー
以下の2人はコンフィグモードを行うと出現
テリーマン
必殺技 カーフ・ブランディング
グレート
必殺技 マッスル・スパーク

## 評価
ゲーム誌『ファミコン通信』の「クロスレビュー」では、6・4・6・4の合計20点（満40点）、『ファミリーコンピュータMagazine』の読者投票による「ゲーム通信簿」での評価は以下の通りとなっており、19.44点（満30点）となっている。この得点はスーパーファミコン全ソフトの中で230位（323本中、1993年時点）となっている。
| 項目 | キャラクタ | 音楽 | 操作性 | 熱中度 | お買得度 | オリジナリティ | 総合  |
| 得点 | 3.46       | 3.26 | 2.99   | 3.42   | 3.09     | 3.22           | 19.44 |